# Robert Płuszka
Robert Płuszka (ur. 13 maja 1964 w Węgorzewie) – polski aktor teatralny, lalkowy i telewizyjny. Od 1996 roku aktor warszawskiego teatru Baj.

## Życiorys
W 1991 roku ukończył studia na Wydziale Aktorskim PWSFTviT w Łodzi (dyplom w 1996 roku).
Żonaty z Anetą Płuszką, ma syna Marcina i córkę Hannę.
Aktor kabaretowy (Kabaret Olgi Lipińskiej), filmowy, teatralny i estradowy. Współpracuje z warszawskimi scenami i studiami dubbingowymi. Znany z roli pielęgniarza Kacpra Woźniaka w serialu Polsatu Mental (2021).

## Filmografia
| Rok  | Serial/Film            | Rola                                                       | Uwagi                        |
| ---- | ---------------------- | ---------------------------------------------------------- | ---------------------------- |
| 1990 | Zabić na końcu         | robotnik uciekający przed psem                             |                              |
| 1990 | Śmierć Dziecioroba     | Staś                                                       |                              |
| 1990 | Napoleon               | oficer na wykładzie                                        | odc. 2                       |
| 1990 | Kramarz                | chuligan                                                   |                              |
| 1990 | Dziewczyna z Mazur     | klient zakładu Edwarda Króla                               |                              |
| 1991 | Głos                   |                                                            | obsada                       |
| 1991 | Szuler                 | kucharz Marcel                                             |                              |
| 1995 | Tato                   | sprzedawca w sklepie                                       |                              |
| 1995 | Nic śmiesznego         | asystent na planie filmu Adama                             | w napisach nazwisko: Płuszko |
| 1996 | Ekstradycja 2          | policjant-przewodnik psa                                   |                              |
| 1997 | Pułapka                | asystent reżysera                                          |                              |
| 1997 | Kochaj i rób co chcesz | rockman                                                    |                              |
| 1998 | Złotopolscy            | nabywca biletów na koncert                                 | odcinki 24 i 26              |
| 2001 | Lokatorzy              | artysta fotograf                                           | odc. 43                      |
| 2002 | Lokatorzy              | Daniel                                                     | odc. 113                     |
| 2002 | Wiedźmin               | mężczyzna w karczmie                                       | odc. 10                      |
| 2003 | Daleko od noszy        | klown                                                      | odc. 10                      |
| 2004 | Dziki                  | wróż                                                       |                              |
| 2004 | Sąsiedzi               | Łukasz, ekspedient w sklepie plastycznym                   | odc. 35                      |
| 2007 | Sąsiedzi               | Jacek z agencji reklamowej                                 | odc. 124                     |
| 2005 | Zakręcone              | Karol                                                      | odc. 12                      |
| 2008 | 39 i pół               | instruktor ceramiki                                        | odc. 10                      |
| 2012 | Klan                   | Filip - reżyser filmu                                      |                              |
| 2016 | Ojciec Mateusz         | menedżer firmy „Klik klak”                                 | odc. 211                     |
| 2018 | Barwy Szczęścia        | Bezdomny Rychu                                             | odc. 1847                    |
| 2019 | Supernova              | Pasażer                                                    |                              |
| 2019 | Komisarz Alex          | Tatuażysta                                                 | odc. 148                     |
| 2020 | Muzeum skarbów         | Czerwona Broda/Narrator/tata Inooka/Wicher/Kocur/Policjant |                              |
| 2021 | Mental                 | Pielęgniarz Kacper                                         | odc. 1 - 7                   |
| 2022 | Niewidzialna wojna     | Znachor                                                    |                              |

## Dubbing[4]

### Film
- 1998: Najwięksi bohaterowie i opowieści Biblii –
  - Brat Szymona Piotra (Cuda Jezusa),
  - Różne postacie (Cuda Jezusa)

### Gry (wybrane)
- 1999: Baldur’s Gate –
  - Edwin Odesseiron,
  - Brage,
  - Ramazith,
  - Marek,
  - Tranzig,
  - Druidzi,
  - Głos Północy,
  - Kupcy,
  - Szlachcice,
  - Wrogowie,
  - Rededge
- 1999: Descent 3 – Jerry
- 1999: Airline Tycoon –
  - Igor Tupolewski, właściciel Phoenix Travel,
  - Pracownik muzeum lotniczego
- 2000: Aztec: Klątwa w sercu Złotego Miasta –
  - Chimalli,
  - Strażnik pałacu „Trzy Królika”,
  - Handlarz drzewem w dzielnicy rzemieślników,
  - Strażnik w alejce
- 2000: Kroniki Czarnego Księżyca –
  - Książę Parsifal,
  - Rycerz Światła
- 2000: Invictus: W cieniu Olimpu –
  - Tyro,
  - Handlarz,
  - Hoplita (jednostka),
  - Włócznik (jednostka)
- 2000: Wehikuł czasu –
  - Tetradon Logor Szar,
  - Najazir,
  - Ogrodnik (starzec),
  - Głuchy strażnik (dziecko)
- 2000: Baldur’s Gate II: Cienie Amn –
  - Edwin Odesseiron,
  - Higgold,
  - Shank,
  - Szlachcic w Miedzianym Diademie
- 2000: The Devil Inside – Policjant w radiowozie
- 2001: Baldur’s Gate II: Tron Bhaala – Edwin Odesseiron
- 2004: Alik: Gry i zabawy – Alik

## Nagrody
- 1992: Wyróżnienie za monodram „Efekty Algernona - Gordona” wg Daniela Keyesa na XXVI Ogólnopolskim Festiwalu Teatrów Jednego Aktora w Toruniu
- 1999: Nagroda redakcji „Wieczoru Wrocławia” za monodram „Efekt Algernona-Gordona” na XXIII WROSTJA we Wrocławiu

Źródło: